# Желязно-никелов акумулатор
Желязно-никеловият (или никел-железният) акумулатор (NiFe батерия), е разработен около 1900 г. Счита се за издръжлив и здрав. Той е подобен на Ni-Cd акумулатора, обаче вместо отровния кадмий в него се използва желязо.

## Реакция / Устройство
В желязно-никеловия акумулатор протичат следните реакции:
Зареждане:
2 Ni(OH)2 + 2 OH− → 2 NiO(OH) + 2 H2O + 2 e−
Fe(OH)2 + 2 e− → Fe + 2 OH−
При разреждане протичат обратни реакции.
Акумулаторът е пълен с 20%-ова калиева луга. По-старите конструкции използват стъклен съд като тяло на клетките; необходимата херметичност (защита от въглероден диоксид) се постига чрез покриване на електролита с тънък слой машинно масло. Второто поколение често използва заварена ламарина, по-модерната форма е пластмасова кутия. Тук въздухът е запечатан чрез завинтен предпазен клапан (клапан за свръхналягане). Той, както и винтовите клеми и свързващите накрайници, често са направени от никелирано желязо.
Когато акумулаторът се зарежда, никеловият електрод се покрива с черен оксиден слой, който изчезва отново при разреждане. След зареждане може да се измери напрежение от около 1,3 V между електродите, т.е. малко по-ниско от напрежението в края на зареждането на NiCd системата, което е 1,4 V. Енергийната плътност е 19 – 25 Wh/kg (еквивалентно на 0,07 – 0,09 MJ/kg).

## История
Никел-железният акумулатор (NiFe батерия) е разработен почти едновременно и независимо от американеца Томас Алва Едисън и шведа Валдемар Юнгнер (Waldemar Jungner). Малко по-късно Юнгнер преработва никел-желязната батерия в никел-кадмиев акумулатор (NiCd батерия), който все още е широко разпространен днес. Първите патенти за NiFe батерията са издадени през 1901 г., а конструкцията е готова за серийно производство през 1908 г. Между двамата изобретатели последва едногодишен спор за приоритета, също по отношение на NiCd батерия, която се появява през 1909 г. като усъвършенстване на NiFe батерията.

## Дълготрайност
Никел-железните батерии имат много дълъг експлоатационен живот, от най-малко 8 години при високи натоварвания и до 25 години при ниски натоварвания. При грижлива експлоатация са възможни 3000 до 4000 цикъла на зареждане. За по-дълъг срок на годност е важно температурата на електролита да не се повишава над 45 °C по време на зареждане.

## Приложения
NiFe батерията е използвана в миналото в миньорски лампи и в различни моторни превозни средства. Част от електромобилите Detroit Electric (между 1911 и 1916 г.) са продавани с батерии „Edison NiFe“, като с едно зареждане са изминавали над 130 km. NiFe акумулаторните батерии понякога се използват във физически лаборатории и училища.
Поради изключително дългия експлоатационен живот, днес тези батерии се използват главно за UPS системи и в железопътни превозни средства.
Счита се, че никел-железният акумулатор е механично и електрически нечувствителен. По-специално повреди, причинени от презареждане или дълбок разряд, които са известни при други акумулатори, имат сравнително малък ефект върху никел-железния акумулатор. Тези негови характеристики довеждат до известно съживяване на технологията разпределено производство на енергия.

## Изследвания и по-нататъшно развитие
Изследователи в САЩ са разработили електрод, направен от частици никелов хидроксид върху графен. Железният електрод се оказа добро попадение и довежда до преоткриването на никел-железния акумулатор. Нито бързото зареждане, нито презареждането, нито дълбокото разреждане водят до повреда.
През 2016 г. е представен вариант на никел-железен акумулатор, който е способен да произвежда и водород чрез електролиза. Клетката може да се зарежда и разрежда като обикновен акумулатор. Ако акумулаторът се зарежда и достигне лимита си на капацитет, а електричеството продължава да се доставя, се произвежда водород, който след това се съхранява и е достъпен за други цели. Лабораторните резултати показват ефективност от 80 – 90%, което означава, че ефективността е по-висока, отколкото при конвенционалните никел-железни акумулатори, както и при алкалните електролизатори. Тестовете показват също, че клетките имат много добра издръжливост. Те са направени от достъпните елементи никел и желязо, не се изискват благородни метали за катализатор като напр. платина. Според авторите на изследването, поради своите характеристики, клетките биха били особено подходящи за краткосрочно и дългосрочно съхранение на вятърната и слънчева енергии като част от енергийния преход.